# Per Møller (musiker)
Per Møller (født 9. juni 1955, død maj 2025 og bisat 17. juni 2025
) var en dansk guitarist.
Per Møller var i 1970erne en fremtrædende guitarist i Aarhus i Rockforbundet, og blev landskendt med Anne Linnet og Marquis de Sade i 1983. Han spillede desuden med Thomas Helmigs orkester.